# Susanne Klatten

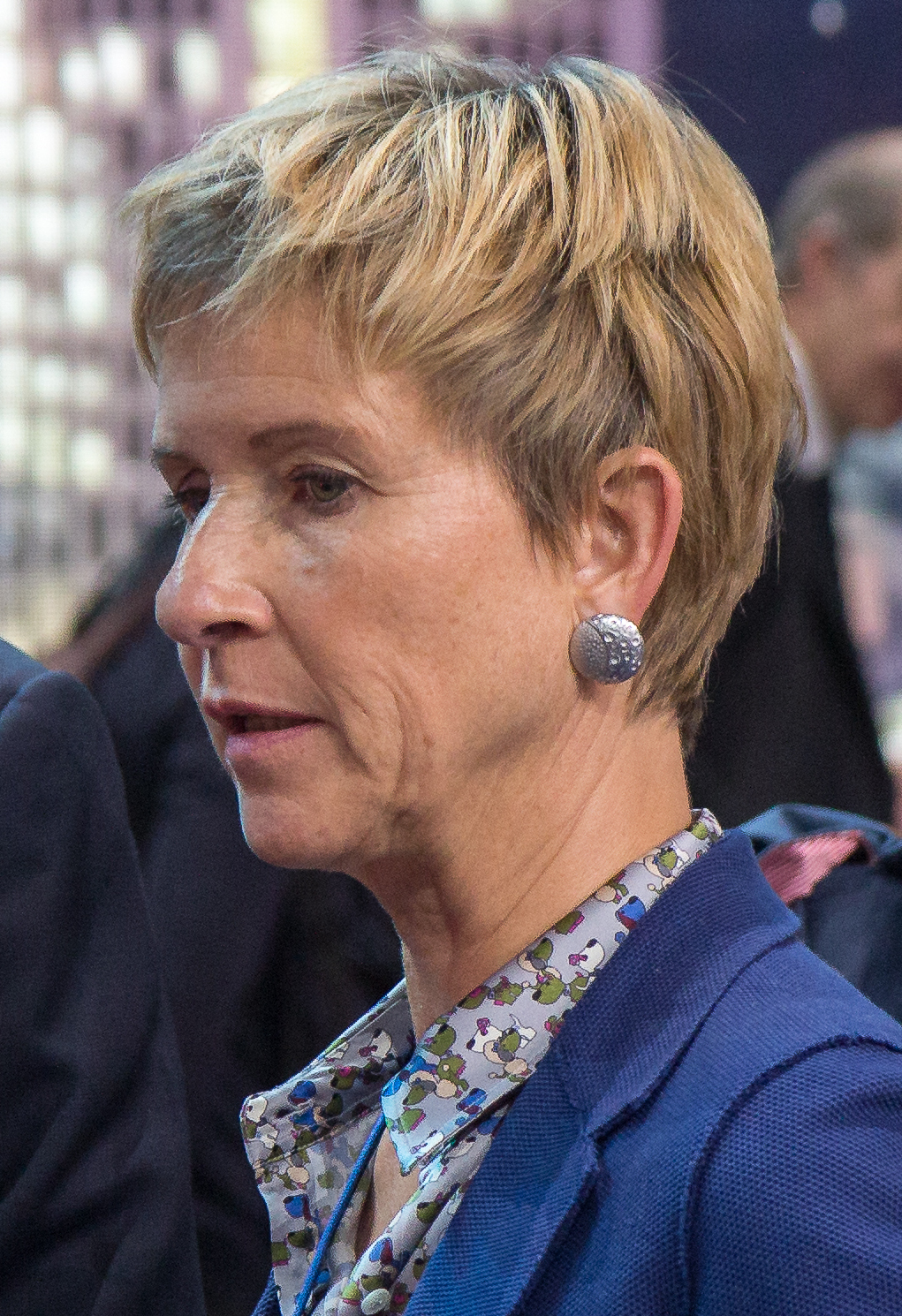
Susanne Klatten (2017)

Susanne Hanna Ursula Klatten, geborene Quandt (* 28. April 1962 in Bad Homburg vor der Höhe), ist Unternehmerin. Sie war 2018 die reichste Frau Deutschlands.

## Herkunft und Ausbildung
Susanne Klatten ist die Tochter des Industriellen Herbert Quandt und seiner dritten Ehefrau Johanna Quandt. 1978 wurde ein Entführungsversuch auf sie und ihre Mutter von der Polizei verhindert. Nach dem Tod ihres Vaters erbte sie im Jahr 1982 zusammen mit ihrer Mutter und ihrem Bruder Stefan dessen Vermögen, darunter Anteile an der BMW AG.
Nach dem Abitur am Kaiserin-Friedrich-Gymnasium in Bad Homburg absolvierte Susanne Klatten von 1981 bis 1983 eine Ausbildung zur Werbekauffrau bei der Agentur Young & Rubicam in Frankfurt am Main. Anschließend studierte sie Betriebswirtschaftslehre an der University of Buckingham in England. Nach einem Praktikum bei der Deutsche Bank AG und einem MBA-Studium am IMD im schweizerischen Lausanne absolvierte sie unter dem Pseudonym Susanne Kant ein weiteres Praktikum im BMW-Werk Regensburg. Dort lernte sie ihren späteren Ehemann Jan Klatten, Bruder des Wirtschafts- und Medienmanagers Werner E. Klatten, kennen.
Seit 2004 ist Susanne Klatten Ehrensenatorin der Technischen Universität München und seit 2005 Mitglied in deren Hochschulrat. Im Jahr 2009 stiftete sie dieser Universität rund 10 Millionen Euro zur Errichtung des Susanne-Klatten-Stiftungslehrstuhls für Empirische Bildungsforschung an der TUM School of Education.
Klatten erhielt 2005 das Bundesverdienstkreuz am Bande und 2007 den Bayerischen Verdienstorden. 2022 erhielt sie den Bayerischen Verfassungsorden. 2025 wurde sie mit der Medaille München leuchtet in Gold ausgezeichnet.
Sie gehört zu den größten Parteispendern der CDU und der FDP.

## Privatleben
Mit Jan Klatten hat sie drei Kinder und lebt in Bad Homburg vor der Höhe. Die Trennung von ihrem Ehemann wurde am 30. Juni 2018 bekannt.
In den Jahren 2007 und 2008 wurde Susanne Klatten nach einer Affäre Opfer eines Erpressungsversuchs. Der beschuldigte Jurist Helg Sgarbi (* 1965) wurde 2009 wegen gewerbsmäßigen Betrugs und versuchter gewerbsmäßiger Erpressung zu einer Freiheitsstrafe von sechs Jahren verurteilt. 2014 wurde der Fall im Fernsehfilm In der Falle nachgezeichnet.

## Anteilseignerin
1993 wurde Susanne Klatten mit 31 Jahren Mitglied im Aufsichtsrat der Altana AG und später dessen stellvertretende Vorsitzende. Im Jahr 1997 trat sie zusammen mit ihrem Bruder offiziell das Erbe ihres Vaters bei BMW an. Sie ist über ihre Gesellschaft Susanne Klatten GmbH & Co. KG für Automobilwerte Teilhaberin und Mitglied des Aufsichtsrates von BMW (20,7 %) und über ihre weitere Holdinggesellschaft SKion am Chemiekonzern Altana AG (100 %), dem Windturbinenhersteller Nordex SE (5,7 %) und dem Kohlenstofffaserspezialisten SGL Carbon (Einstieg im März 2009 mit 7,92 %, aktueller Beteiligungsstand 27,27 %) beteiligt.
Zusammen mit der BMW AG, die am 18. November 2011 die Aufstockung der Beteiligung an SGL Carbon von 5,16 % auf 15,16 % verkündete, tritt Susanne Klatten in gemeinsamer industrieller Strategie auf, um ein Übernahmeangebot an die restlichen Aktionäre der SGL Carbon zu vermeiden. Zugleich beherrscht sie auf diese Weise ungeachtet ihrer Position als Großaktionärin bei BMW als private Investorin die SGL Carbon zusammen mit dem Münchener Automobilhersteller, der zusammen mit der SGL Group bereits ein Joint Venture betreibt. Seit April 2013 ist sie Aufsichtsratsvorsitzende von SGL Carbon.
Im Oktober 2012 stieg Klatten mit ihrer Beteiligungsgesellschaft SKion beim Altöl-Aufbereiter Avista Oil AG ein. Durch die 30-prozentige Beteiligung an Avista Oil ist SKion zum zweitgrößten Aktionär geworden. Ebenfalls über SKion erwarb sie 2015 ein Aktienpaket des auf Investitionen in Afrika ausgerichteten Unternehmens Lonrho.
Seit 2018 ist Klatten als Inhaberin von SKion und Altana – welche gemeinsam 46 Prozent besitzen – auch Anteilseignerin von Landa Digital Printing, einem Unternehmen des israelischen Unternehmers und Erfinders Benny Landa im Bereich Digitaldruck und Nanotechnologie.
In der Wasseraufbereitung engagiert sie sich durch Beteiligungen an Herstellern von Aufbereitungsanlagen via SKion ebenfalls.

## Vermögen
Laut dem Bloomberg Billionaires Index belegte sie mit Stand 19. Mai 2021 und einem geschätzten Vermögen von 25,9 Milliarden US-Dollar den 67. Platz auf der Rangliste der reichsten Menschen der Welt. Laut Forbes belief sich Klattens Vermögen im Jahr 2023 auf etwa 27,2 Milliarden US-Dollar, womit sie Platz 7 auf der Liste der reichsten Frauen der Welt belegte.

## Gesellschaftliches Engagement
Im April 2016 rief Susanne Klatten in Partnerschaft mit dem gemeinnützigen Analyseunternehmen Phineo die SKala-Initiative ins Leben, welche bundesweit 93 gemeinnützige Organisationen förderte. Das Fördervolumen betrug rund 100 Millionen Euro. Unterstützt wurden Organisationen, die nachweislich eine große soziale Wirkung erzielen. 2022 wurde die Initiative beendet.
In Würdigung ihres Engagements für die SKala-Initiative wurde Klatten 2018 zusammen mit David Grossman mit dem Preis für Verständigung und Toleranz des Jüdischen Museums Berlin ausgezeichnet.
Die von ihr gegründete UnternehmerTUM GmbH verschreibt sich der Start-up-Förderung und Innovationsberatung. Mit ihrer Stiftung Nantesbuch will sie das Bewusstsein für Kunst und Natur schärfen. Des Weiteren ist Klatten als Senatorin bei acatech – Deutsche Akademie der Technikwissenschaften tätig.

## Kritik und Parteienspenden
Klatten spendet nahezu jährlich an die CDU sowie gelegentlich an die FDP. Sie ist hierdurch einer der regelmäßigsten Großspender an Parteien der Bundesrepublik Deutschland. Alleine zwischen 2009 und 2023 spendete sie 855.000 € an die CDU sowie 120.000 € an die FDP. Auch andere Mitglieder der Großaktionärsfamilie Quandt/Klatten tätigen regelmäßig Spenden in ähnlicher Höhe, insbesondere Johanna Quandt sowie Stefan Quandt. Stefan Quandt spendete in den Jahren 2009–2023 jeweils die gleichen Summen. Im Jahr 2013 spendeten die drei unter anderem 690.000 € an die CDU sowie 210.000 an die FDP. Die Großspenden erfahren Kritik bezüglich der möglichen Einflussnahme auf die Politik, unter anderem im Rahmen der Rechtsprechung zu EU-Abgasnormen im Jahr 2013.
| Jahr | Spendenhöhe (in €) | Partei | Quelle |
| ---- | ------------------ | ------ | ------ |
| 2009 | 150.000            | CDU    | [ 36 ] |
| 2013 | 70.000             | FDP    | [ 37 ] |
| 2013 | 230.000            | CDU    | [ 37 ] |
| 2016 | 50.001             | CDU    | [ 38 ] |
| 2017 | 50.001             | FDP    | [ 39 ] |
| 2017 | 50.001             | CDU    | [ 39 ] |
| 2018 | 125.001            | CDU    | [ 40 ] |
| 2019 | 50.001             | CDU    | [ 41 ] |
| 2020 | 50.001             | CDU    | [ 42 ] |
| 2021 | 50.001             | CDU    | [ 43 ] |
| 2022 | 50.001             | CDU    | [ 44 ] |
| 2023 | 50.001             | CDU    | [ 45 ] |
| 2023 | 75.000             | CDU    | [ 45 ] |